# Machiavelli (jeu)
Pour les articles homonymes, voir Machiavelli.

Machiavelli est un jeu inspiré des principes de Diplomatie. Il tire son nom du penseur italien de la Renaissance Nicolas Machiavel, théoricien de la politique et de la guerre connu pour l’interprétation cynique qui a été faite de son œuvre.
Jeu conçu par les Américains S. Craig Taylor et James B. Wood, il a été édité pour la première fois par Battleline Publications (en) en 1977, soit dix-huit ans après son aîné Diplomatie dont il est la première variante à avoir été commercialisée ; Kamakura et Colonial Diplomacy sont d’autres exemples de variantes de Diplomatie. En 1980, trois ans après Battleline, Avalon Hill réédite le jeu avant de le commercialiser à nouveau en 1983 avec une version révisée des règles et de la carte. La quatrième édition, la troisième d’Avalon Hill, en 1995, est la même que celle de 1983. 
Ce jeu dérivé de Diplomatie se distingue de ce dernier, outre par un nombre de joueurs élevé à huit et des carte et époque différentes (le contexte de l’Italie à la charnière du Moyen Âge et de la Renaissance), par des règles substantiellement plus complexes : il y a trois saisons par an (et non plus deux), un nouveau type d’unités apparaît (la garnison qui est immobile au contraire des flottes et armées terrestres) et de nouveaux concepts de jeu sont créés tels que l’économie, les assassinats, la famine, les pillages, les sièges…
Dans la communauté francophone, Machiavelli est pratiqué par le site de jeu par correspondance Objectif pratiquant aussi le jeu Diplomatie.